# Eritroblasto ortocromatico

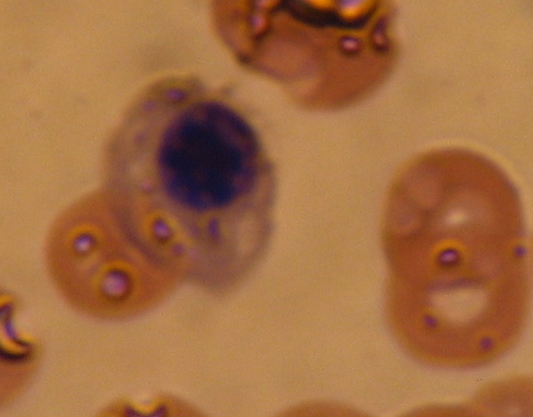
Eritroblasti ortocromatici da aspirato midollare

L'eritroblasto ortocromatico (o eritroblasto acidofilo o normoblasto)  è una cellula precursore dell'eritrocita e rappresenta la quarta tappa differenziativa identificabile dell'eritropoiesi. È l'immediato precursore dell'eritrocita maturo.

## Morfologia
L'eritroblasto policromatofilo ha un diametro di circa 10-12 μm. È caratterizzato da un nucleo molto piccolo, di forma rotondeggiante e contenente cromatina molto compatta, elementi istologici che testimoniano l'irreversibile picnosi. Nel citoplasma si accumula progressivamente emoglobina,  giustificandone l'intensa acidofilia e la colorazione rosea-chiara. L'attività mitotica è assente; nelle fasi terminali il nucleo viene espulso rivestito da parte della membrana plasmatica per essere fagocitato dai macrofagi.